# Länsväg AC 514
Länsväg AC 514 är en övrig länsväg i Västerbottens län som går mellan Europaväg 4 vid småorten Håknäs i Nordmalings kommun (Ångermanland) och tätorten Hörnefors i Umeå kommun (Västerbotten). Vägen är 17,5 kilometer lång, asfalterad och passerar bland annat småorterna Öre och Norrbyn samt  Öreälven. Vägen har Bärighetsklass 1 förutom bron över Öreälven som har Bärighetsklass 3.
Vägen ansluter till:
- Europaväg 4 / Länsväg AC 515 (vid Håknäs)
- Länsväg AC 568 (vid Öre)
- Länsväg AC 505 (vid Västamarken)
- Länsväg AC 506 (vid Norrbyn)
- Länsväg AC 506.01 (vid Norrbyn)
- Kungsvägen (vid Hörnefors)